# Smith River (Gordon River)
Der Smith River ist ein Fluss im Südwesten des australischen Bundesstaates Tasmanien. 

## Geografie
Der etwas mehr als 13 Kilometer lange Smith River entspringt an den Westhängen der Princess Range im Westteil des Franklin-Gordon-Wild-Rivers-Nationalparks. Er fließt an der Westseite des Gebirges nach Süden und mündet westlich der Nichols Range in den Gordon River.
Auf seinem gesamten Lauf durchfließt der Smith River unbesiedeltes Gebiet im Nationalpark.